# Carrer de Sant Sever
El carrer de Sant Sever està situat al barri Gòtic de Barcelona. Deu el seu nom a Sever, un teixidor que visqué en aquest carrer i que, posteriorment, fou bisbe de Barcelona per decisió popular en l'època romana en què els cristians eren perseguits (va esdevenir sant, encara que apòcrif).

## Història

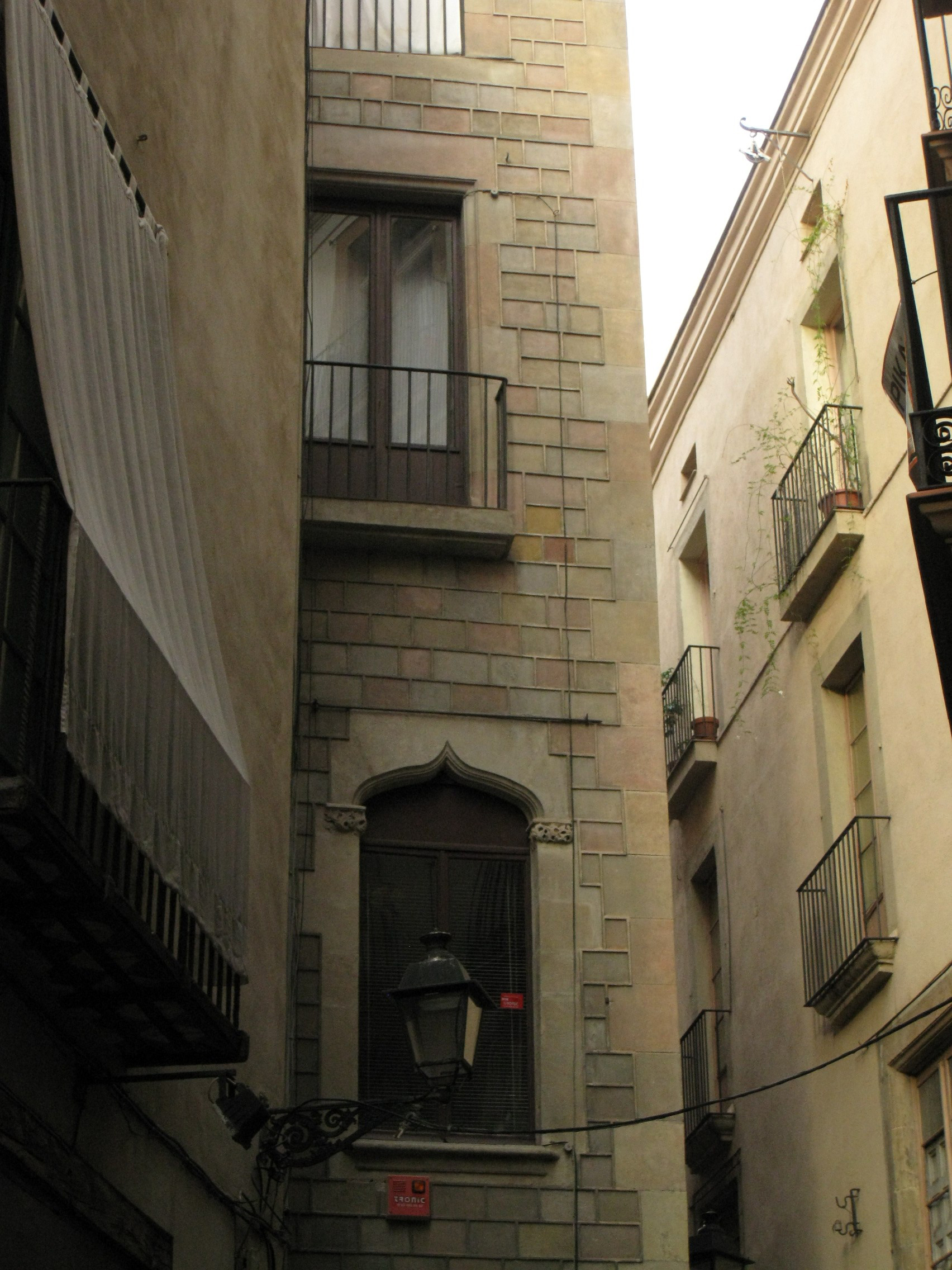
Edifici del núm. 1, del, reformat al

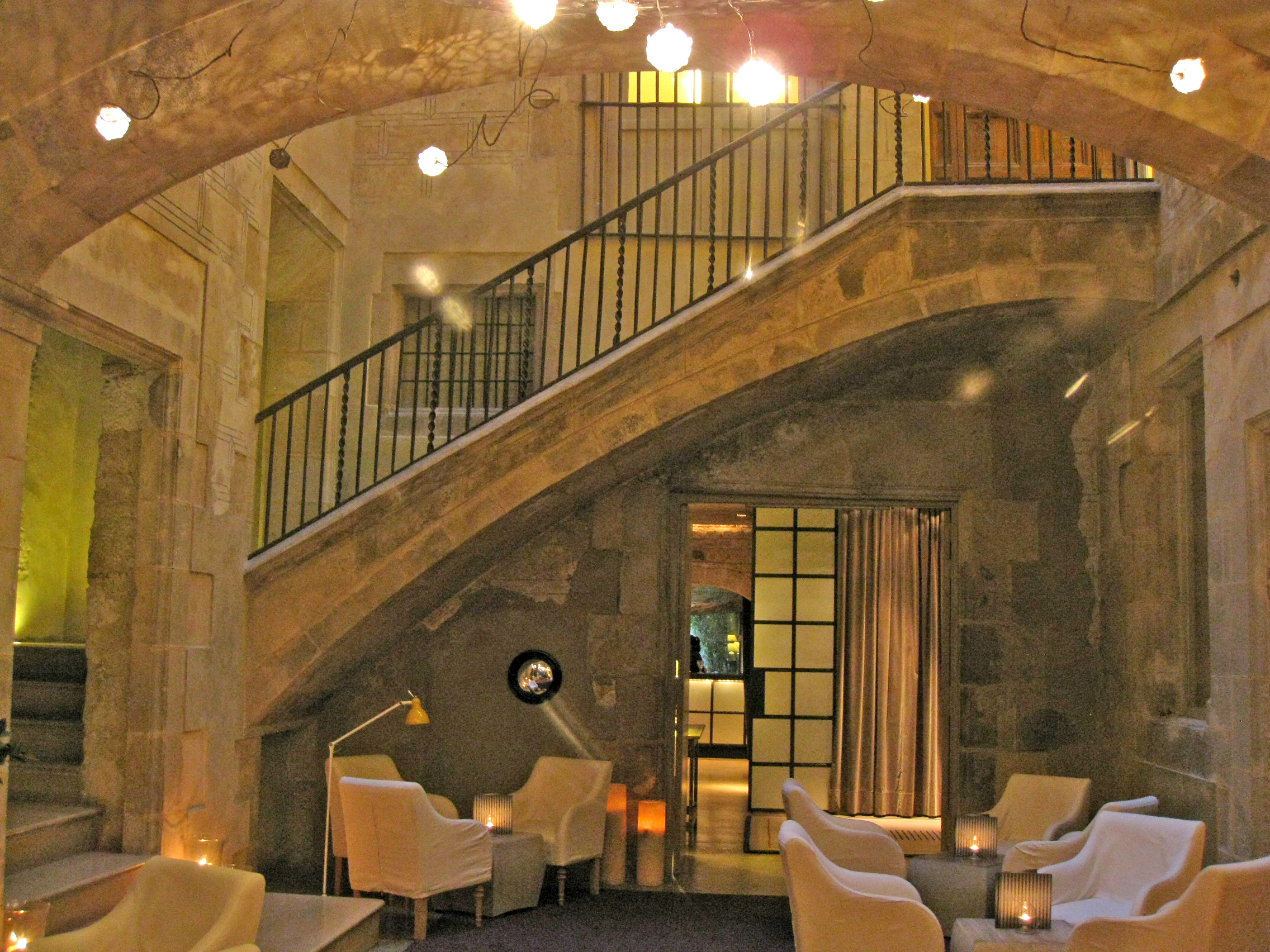
Pati de la Casa Vives, actual Hotel Neri

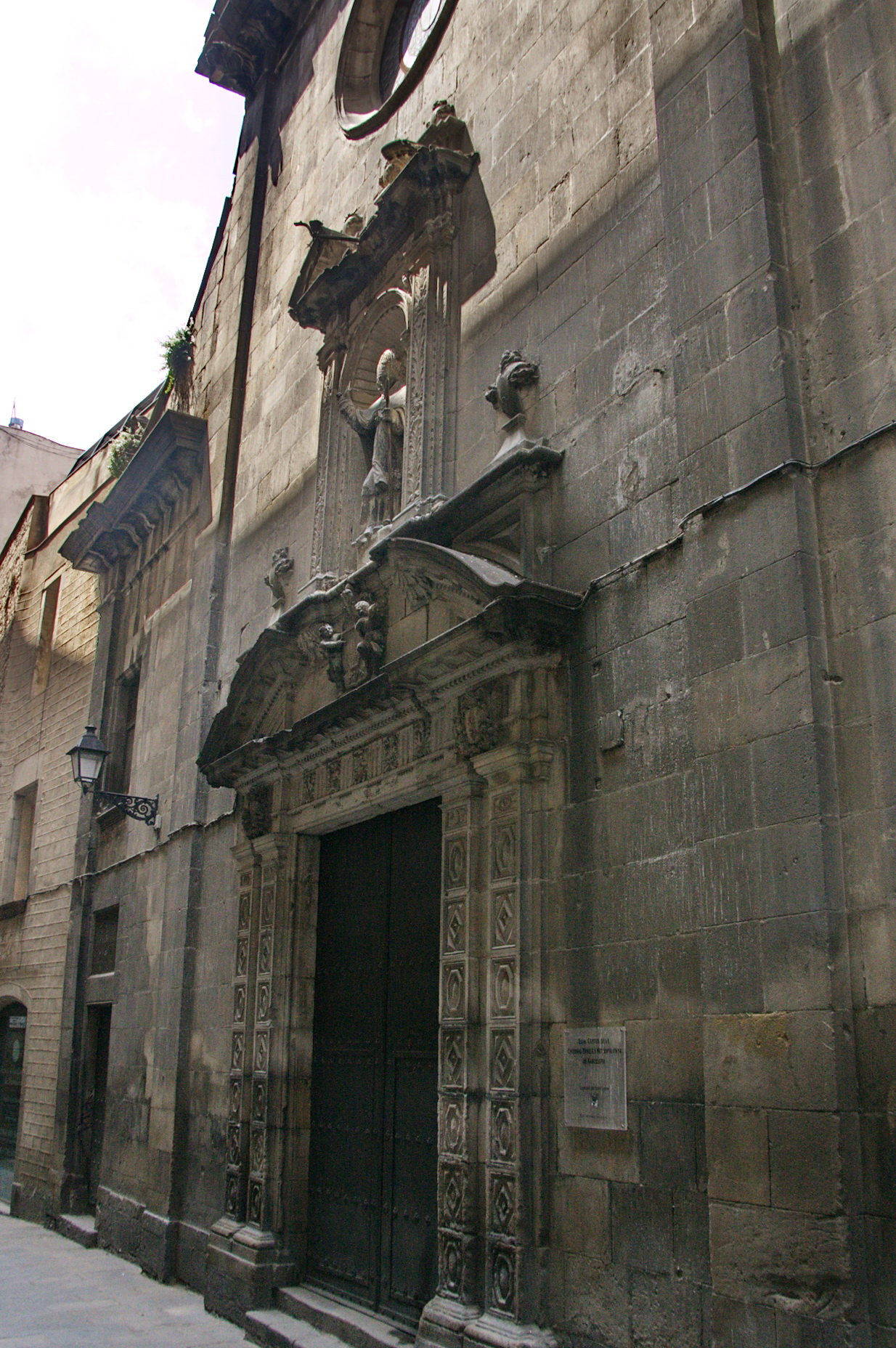
Façana barroca de l'església de Sant Sever

Hom diu que Sever fou mort en martiri amb un gran clau clavat al cap i d'això en deriva que popularment se l'invoqui quan es té mal de cap. El clau es guarda com a relíquia a la Catedral de Barcelona dintre d'una urna d'argent.

## Casa Vives
És una casa senyorial barroca del segle xviii al número 5, simple i ben conservada, amb un elegant pati. Originalment eren dues edificacions, una amb façana al carrer de Sant Sever, i l'altra a la plaça de Sant Felip Neri. La primera s'articula al voltant d'un pati interior des d'on surt una escala que condueix a la planta noble, i un pati més petit que donava accés a les dependències secundàries. La segona, modificada arran de la urbanització de la plaça que va dirigir Adolf Florensa, incorpora a la façana elements medievals procedents d'un tercer edifici, malmès durant la darrera Guerra Civil Espanyola.
En aquest edifici tingué la seu la Societat Econòmica Barcelonesa d'Amics del País (1822), entitat centenària que des del segle xix té el seu paper en el desenvolupament econòmic de la ciutat. Actualment, hi ha un hotel.

## Església de Sant Sever
Els beneficiats de la catedral barcelonina es constituïren en comunitat a finals del segle xv. Durant el segle xvii aquesta comunitat decidí la construcció d'una església que dedicà al seu patró sant Sever, la qual fou aixecada en aquest lloc.
Fou construïda entre els anys 1698 i 1705, sota la direcció de Jaume Arnaudies. La façana és molt simple, decorada amb una elegant portada coronada amb una fornícula amb la imatge del sant, obra de Jeroni Escarabatxeres (1703).
L'interior és d'una sola nau, amb capelles laterals, fastuosament decorada amb tribunes proveïdes de gelosies i voltes esgrafiades i un valuós retaule major mogut i brillant, molt barroc, sota la petxina de l'absis, decorat al fresc. Escarabatxeres va dirigir aquesta decoració que van realitzar el fuster Pau Basses i el daurador Francesc Mas. El vitrall de la lluerna és obra de Francesc Saladrigues. La decoració interior, amb notables esgrafiats restaurats per Josep M. Pericas el 1911, no va destruïda l'any 1936 com va passar a la major part d'esglésies barcelonines.